# Madohora
Madohora (873 m), Mlada Hora – szczyt w Beskidzie Małym. Znajduje się w bocznym grzbiecie Pasma Łamanej Skały. Grzbiet ten odbiega od Łamanej Skały na południe, niżej zakręcając na zachód i tworzy lewe zbocza doliny Kocierzanki. Madohora znajduje się w górnej części grzbietu, pomiędzy Łamaną Skałą a Gibasów Wierchem (890 m). W zachodnim kierunku tworzy krótki grzbiet oddzielający dwa źródłowe cieki Kocierzanki, w południowo-wschodnim niski grzbiet Przystopek oddzielający dolinkę Krzywego Potoku od dolinki potoku Dusica.
Madohora jest porośnięta lasem. Dawniej na grzbiecie Przystopka i w rejonie Przełęczy pod Madohorą istniała duża polana Przystopek wchodząca w skład Hali Kocońskiej, obecnie już całkowicie zarosła lasem.
Przez Madohorę biegnie granica między wsiami Kocoń i Ślemień w województwie śląskim, w powiecie żywieckim. Przez Madohorę prowadzą dwa szlaki turystyczne. Rozchodzą się one nieco poniżej jej wierzchołka, na Przełęczy pod Madohorą.

## Nazewnictwo
Obydwie nazwy są obcego pochodzenia. Nazwę Madehora podaje Geoportal bazujący na państwowym rejestrze nazw geograficznych, bardziej popularna jest jednak nazwa Mlada hora, jest też historycznie poprawna, podawał ją już Andrzej Komoniecki, autor Chronografii albo Dziejopisu Żywieckiego. Kartografowie austriaccy na mapach z końca XIX wieku zniekształcili tę nazwę na Madohora, zaś na mapie Wojskowego Instytutu Geograficznego popełniono podwójny błąd; zachowano zniekształconą nazwę Madohora i na dokładkę nazwano nią wyższy szczyt 929 m (obecnie Łamana Skała), Mladą horę pozostawiając bez nazwy. Błąd ten czasami popełniany jest do tej pory, jest także w nazwie Rezerwatu przyrody Madohora znajdującego się na południowych stokach Łamanej Skały. Geoportal zachował nazwę Łamana Skała, zaś do niższego wierzchołka dawniej nazywanego Mladą horą zastosował nazwę Madehora (jest to zniekształcona nazwa Madohora), a do przełęczy po jej południowej stronie nazwę Przełęcz pod Madehorą.
Mlada hora to nazwa słowacka, często występująca w słowackich Karpatach. W Słowacji występuje też nazwa Stara hora, prawdopodobnie dla słowackich pasterzy oznaczająca jakieś dawne pastwiska, więc Mlada hora oznaczała nowopozyskane pastwiska (zgodnie z polską pisownią nazw geograficznych jest to Mlada Hora).

## Szlaki turystyczne
Przydawki – Gołasie – Przełęcz pod Madohorą – Anula – rozdroże pod Smrekowicą – Smrekowica – Na Beskidzie – Góra Potrójna – przełęcz Beskidek – Leskowiec. Czas przejścia 3:30 h, 3 h
 Krzeszów – Suwory – rozdroże pod Smrekowicą – Smrekowica – Anula – Madohora – Przełęcz pod Madohorą – Wielki Gibasów Groń – Przełęcz Płonna – Ścieszków Groń – Kocierz Rychwałdzki